# The Walking Dead (franquia)
The Walking Dead é uma franquia de mídia estadunidense de apocalipse zumbi centrada em várias séries de televisão baseadas na história em quadrinhos de mesmo nome. Ambientada em um universo compartilhado fictício, a franquia desenvolveu-se em seis séries de televisão live-action; outras duas séries de televisão estão em desenvolvimento. A franquia inclui oito webséries que se conectam às duas primeiras séries de televisão. Todas as séries são exibidas na AMC e AMC+.
A história em quadrinhos original The Walking Dead foi adaptada para a série de televisão The Walking Dead, que estreou em 2010 e terminou em 2022. Essa foi seguida pela série derivada Fear the Walking Dead, que estreou em 2015 e terminou em 2023. A franquia expandiu-se ainda mais em 2020 com a série derivada The Walking Dead: World Beyond, que terminou em 2021. Uma série de antologia intitulada Tales of the Walking Dead foi ao ar em 2022. Até 2022, três novos spin-offs foram anunciados para os principais personagens de The Walking Dead: The Walking Dead: Dead City, que se concentra em Negan e Maggie; The Walking Dead: Daryl Dixon, que se concentra em Daryl; e The Walking Dead: The Ones Who Live, que se concentrará em Rick e Michonne em uma série derivada que foi originalmente planejada para ser uma trilogia cinematográfica. The Walking Dead: Dead City e The Walking Dead: Daryl Dixon estrearam cada um em 2023, e The Walking Dead: The Ones Who Live está programada para estrear em fevereiro de 2024. Outra série intitulada More Tales from the Walking Dead Universe está em desenvolvimento.

## Quadrinhos
A franquia The Walking Dead é originária da série de quadrinhos de mesmo nome. Os quadrinhos consistem em uma série mensal de quadrinhos em preto e branco que narra as viagens de Rick Grimes, sua família e outros sobreviventes de um apocalipse zumbi.
Lançado pela primeira vez em 2003 pela editora Image Comics, a série foi criada pelo escritor Robert Kirkman e o desenhista Tony Moore – que mais tarde foi substituído por Charlie Adlard da edição #7 em diante, embora Moore tenha continuado a fazer as capas até a edição #24. A série de quadrinhos The Walking Dead recebeu o Prêmio Eisner de 2010 de Melhor Série Contínua na San Diego Comic-Con International.  A 193ª e última edição foi lançada em 2019.
A Image Comics anunciou em julho de 2020 que republicará a série completa de The Walking Dead colorida, com cores de Dave McCaig. A primeira edição da reimpressão foi lançada em 7 de outubro de 2020, com os quadrinhos subsequentes sendo lançados duas vezes por mês a partir de novembro de 2020.

## Séries de televisão
{{Visão geral de série
| infoA       = Showrunner(s)
| infoB       = Status
| width       = 99%
| multiseries =
The Walking Dead1631 de outubro de 20105 de dezembro de 2010Frank DarabontConcluída21316 de outubro de 201118 de março de 2012Glen Mazzara31614 de outubro de 201231 de março de 201341613 de outubro de 201330 de março de 2014Scott M. Gimple51612 de outubro de 201429 de março de 201561611 de outubro de 20153 de abril de 201671623 de outubro de 20162 de abril de 201781622 de outubro de 201715 de abril de 20189167 de outubro de 201831 de março de 2019Angela Kang10226 de outubro de 20194 de abril de 2021112422 de agosto de 202120 de novembro de 2022
Fear the Walking Dead1623 de agosto de 20154 de outubro de 2015Dave EricksonConcluída21510 de abril de 20162 de outubro de 20163164 de junho de 201715 de outubro de 201741615 de abril de 201830 de setembro de 2018Andrew Chambliss e Ian B. Goldberg5162 de junho de 201929 de setembro de 201961611 de outubro de 202013 de junho de 202171617 de outubro de 20215 de junho de 202281214 de maio de 202319 de novembro de 2023
World Beyond1104 de outubro de 202029 de novembro de 2020Matthew NegreteConcluída2103 de outubro de 20215 de dezembro de 2021
Tales of the Walking Dead1614 de agosto de 202218 de setembro de 2022Channing Powell

Dead City1618 de junho de 202323 de julho de 2023Eli Jorné262025ASAFilmando

Daryl Dixon1610 de setembro de 202315 de outubro de 2023David ZabelConcluída2629 de setembro de 20243 de novembro de 202436——

### The Walking Dead(2010–2022)
O vice-xerife Rick Grimes acorda de um coma em um mundo pós-apocalíptico, onde os mortos-vivos, conhecidos como walkers, assumiram o controle. Rick deve lutar por sua sobrevivência para proteger sua família e amigos. Enquanto os walkers representam sua maior ameaça, outros humanos geram conflitos. Com o colapso da civilização moderna, esses sobreviventes devem enfrentar outros grupos e comunidades humanas que estabeleceram suas próprias leis e moral, resultando, às vezes, em conflitos abertos e hostis entre eles. Neste novo mundo, ninguém pode confiar em ninguém, pois cada um criou seu próprio universo.

### Fear the Walking Dead(2015–2023)
Ambientada inicialmente em Los Angeles, Califórnia, a série segue uma família mista disfuncional composta por Madison Clark, orientadora do ensino médio, seu namorado Travis Manawa, professor de inglês, sua filha Alicia e seu filho Nick, que é viciado em drogas. A história se desenrola no início do apocalipse zumbi. Os quatro personagens precisam lidar com suas falhas profundas e se adaptar à iminente queda da civilização.

### World Beyond(2020–2021)
Quatro adolescentes, que cresceram durante uma década de apocalipse zumbi, deixam sua comunidade conhecida como Campus Colony, embarcando em caminhos que os levarão a se tornarem heróis ou vilões.

### Tales of the Walking Dead(2022)
Uma série de antologia episódica ambientada no universo de The Walking Dead, que apresenta histórias de personagens novos e antigos.

### Dead City(2023–presente)
Maggie e Negan se encontram em uma cidade pós-apocalíptica de Nova York, onde os moradores transformaram a cidade em seu próprio mundo de anarquia, perigo, beleza e terror.

### Daryl Dixon(2023–presente)
Daryl Dixon investiga como ele chegou à França e tenta entender o que aconteceu e como poderá voltar para casa.

### The Ones Who Live(2024)
The Walking Dead: The Ones Who Live acontece após os eventos do quinto episódio da nona temporada, "What Comes After" e do décimo terceiro episódio da décima temporada "What We Become", e apresenta uma "história de amor épica de dois personagens mudados por um mundo mudado."

### More Tales from the Walking Dead Universe
Anunciada em abril de 2023, Tales of the Walking Dead será seguida por uma série separada, intitulada More Tales from the Walking Dead Universe.

## Webséries
| Série                 | Temporada | Temporada         | Episódios | Episódios | Originalmente lançado                       | Originalmente lançado                       | História por                     | Linha do tempo |
| --------------------- | --------- | ----------------- | --------- | --------- | ------------------------------------------- | ------------------------------------------- | -------------------------------- | --- |
| The Walking Dead      |           | Torn Apart        | 6         | 6         | 3 de outubro de 2011                        | 3 de outubro de 2011                        | John Esposito e Greg Nicotero    | Ambientada antes da primeira temporada de The Walking Dead.                                                           |
| The Walking Dead      |           | Cold Storage      | 4         | 4         | 1 de outubro de 2012                        | 1 de outubro de 2012                        | John Esposito                    | Ambientada antes da primeira temporada de The Walking Dead.                                                           |
| The Walking Dead      |           | The Oath          | 3         | 3         | 1 de outubro de 2013                        | 1 de outubro de 2013                        | Greg Nicotero                    | Ambientada antes da primeira temporada de The Walking Dead.                                                           |
| The Walking Dead      |           | Red Machete       | 6         | 6         | 22 de outubro de 2017 – 9 de abril de 2018  | 22 de outubro de 2017 – 9 de abril de 2018  | Nick Bernardone                  | Ambientada durante todo o apocalipse, principalmente durante e depois das temporadas 4, 5, 7 e 8 de The Walking Dead. |
| Fear the Walking Dead |           | Flight 462        | 16        | 16        | 4 de outubro de 2015 – 26 de março de 2016  | 4 de outubro de 2015 – 26 de março de 2016  | Lauren Signorino e Michael Zunic | Ambientada durante o terceiro episódio da primeira temporada de Fear the Walking Dead.                                |
| Fear the Walking Dead |           | Passage           | 16        | 16        | 17 de outubro de 2016 – 27 de março de 2017 | 17 de outubro de 2016 – 27 de março de 2017 | Lauren Signorino e Michael Zunic | Ambientada antes da terceira temporada de Fear the Walking Dead.                                                      |
| Fear the Walking Dead |           | The Althea Tapes  | 6         | 6         | 27 de julho de 2019 – 8 de agosto de 2019   | 27 de julho de 2019 – 8 de agosto de 2019   | Michael Alaimo e Jacob Pinion    | Ambientada antes da segunda metade da quinta temporada de Fear the Walking Dead.                                      |
| Fear the Walking Dead |           | Dead in the Water | 6         | 6         | 10 de abril de 2022                         | 10 de abril de 2022                         | Jacob Pinion                     | Ambientada antes da sexta temporada de Fear the Walking Dead.                                                         |

## Expansões

### Jogos de tabuleiro
Vários jogos de tabuleiro para a franquia foram lançados.
- A Cryptozoic Entertainment lançou dois jogos de tabuleiro baseados na série de televisão:
  - The Walking Dead Board Game (2011)
  - The Walking Dead Board Game: Best Defense foi lançado em 2013, bem como uma expansão
- Keith Tralins, Brian-David Marshall e Matthew Wang lançaram dois jogos baseados nos quadrinhos:
  - Robert Kirkman's The Walking Dead: The Board Game (2011), lançado pela Z-Man Games
- The Walking Dead: The Prison (Novembro de 2014), lançado pela Alliance Game Distributors
- A versão jogável de The Walking do Monopoly foi lançada
- A versão jogável de The Walking do Risk foi lançada
- Em 2018, a Mantic Games lançou uma versão de tabuleiro de seu jogo em miniatura All Out war focado em Negan: Here's Negan.

### Jogos de cartas
- Cryptozoic lançou The Walking Dead Card Game em 2013.

### Jogos de miniaturas
- Em janeiro de 2016, a Mantic Games anunciou planos para lançar um jogo de guerra em miniatura de mesa (skirmish) baseado em The Walking Dead, chamado The Walking Dead: All Out War.
- Em 2019, a Mantic Games lançou uma nova versão de suas regras de jogo em miniatura focadas em batalhas maiores, denominadas The Walking Dead: Call To Arms. Este jogo usa as mesmas miniaturas de The Walking Dead: All Out War.

### Jogos eletrônicos
- The Walking Dead: O jogo oficial de The Walking Dead ambientado no universo dos quadrinhos e desenvolvido pela Telltale Games.

- The Walking Dead: Survival Instinct: Em 6 de julho de 2012, a Activision anunciou um jogo de tiro em primeira pessoa baseado e ambientado antes da série de televisão, que foi desenvolvida pela Terminal Reality.[13] Foi lançado em 19 de março de 2013, na América do Norte.[14] Foi recebido com recepção negativa.

- The Walking Dead: Road to Survival: é um jogo de RPG desenvolvido pela Scopely baseado na série de quadrinhos. Foi lançado inicialmente na plataforma Android, depois no iOS. Os jogadores completam várias missões usando equipes, em troca de mais recompensas e estágios mais desafiadores.[15]

- The Walking Dead: Our World: Um jogo para celular baseado em localização. Situado no universo The Walking Dead e desenvolvido pela Next Games.[16]

- The Escapists: The Walking Dead: é um spin-off de The Escapists, um jogo eletrônico de estratégia sobre como escapar de prisões.[17]

- Overkill's The Walking Dead: Em agosto de 2014, a Starbreeze Studios anunciou que um jogo de tiro em primeira pessoa cooperativo de The Walking Dead estava em desenvolvimento pela Overkill Software.[18] O jogo é chamado de Overkill's The Walking Dead e afirma oferecer uma "experiência cooperativa completamente nova" para o universo de The Walking Dead que explorará novos personagens e histórias. Ele foi programado para ser lançado no Xbox One, PlayStation 4 e Microsoft Windows em 2018. O jogo foi feito com o criador de The Walking Dead, Robert Kirkman, que diz ter certeza desde o primeiro dia em que viu o projeto que era o que "os fãs de jogos de ação cooperativo estavam esperando." É também o resultado de uma nova parceria de "longo prazo" entre a Starbreeze e a empresa de Kirkman, Skybound Interactive. Essa parceria se estenderá "até a próxima década" e marcará uma nova era para a Starbreeze, disse a empresa. Também está confirmado que acontecerá dentro do universo de quadrinhos de The Walking Dead.

- The Walking Dead: Saints & Sinners é um jogo de realidade virtual desenvolvido pela Skybound Entertainment. Foi lançado em 23 de janeiro de 2020.[19]

- The Walking Dead: Onslaught: O jogo VR oficial para The Walking Dead da AMC.[20]

### Romances
Romances de "The Walking Dead" ambientados no universo dos quadrinhos.
- Robert Kirkman; Jay Bonansinga (11 de outubro de 2011). The Walking Dead: Rise of the Governor. [S.l.: s.n.]
- Robert Kirkman; Jay Bonansinga (16 de outubro de 2012). The Walking Dead: The Road to Woodbury. [S.l.: s.n.]
- Robert Kirkman; Jay Bonansinga (4 de dezembro de 2012). A Walking Dead Short: Just Another Day at the Office. [S.l.: s.n.]
- Robert Kirkman; Jay Bonansinga (8 de outubro de 2013). The Walking Dead: The Fall of the Governor: Part One. [S.l.: s.n.]
- Jay Bonansinga (4 de março de 2014). The Walking Dead: The Fall of the Governor: Part Two. [S.l.: s.n.]
- Jay Bonansinga (14 de outubro de 2014). Robert Kirkman's The Walking Dead: Descent. [S.l.: s.n.]
- Jay Bonansinga (6 de outubro de 2015). Robert Kirkman's The Walking Dead: Invasion. [S.l.: s.n.]
- Jay Bonansinga (18 de outubro de 2016). Robert Kirkman's The Walking Dead: Search and Destroy. [S.l.: s.n.]
- Jay Bonansinga (17 de outubro de 2017). Robert Kirkman's The Walking Dead: Return to Woodbury. [S.l.: s.n.]
- Wesley Chu (1 de outubro de 2019). Robert Kirkman's The Walking Dead: Typhoon. [S.l.: s.n.]

### Outros
- A McFarlane Toys fabricou figuras de ação parecidas com os personagens dos quadrinhos para lançamento em setembro de 2011. Além disso, figuras de ação parecidas com personagens da série de TV, incluindo Rick Grimes, Daryl Dixon e um "walker" desmembrado, foram lançadas em novembro de 2011.[21]
- A Taverncraft produziu copos e canecas de The Walking Dead, e também tem licença para lançar isqueiros para a série.[22]
- A Titan Magazines publica The Walking Dead, The Official Magazine desde outubro de 2012.[23]
- A Vannen Watches produziu dois relógios de pulso de edição limitada com obras de arte de Charlie Adlard. O primeiro relógio foi lançado em fevereiro de 2012 e veio com uma embalagem assinada à mão por Robert Kirkman e Charlie Adlard. O segundo relógio foi lançado em junho de 2012, e veio com embalagem assinada apenas por Robert Kirkman.
- Duas mesas de pinball baseadas na série foram lançadas: uma mesa física desenvolvida pela Stern Pinball[24] e uma virtual desenvolvida e publicada pela Zen Studios, baseado em The Walking Dead: Season One da Telltale Games.
- Dave Sheridan estrelou e produziu o filme de paródia chamado The Walking Deceased (2015).[25]

### Atrações
- The Walking Dead: The Ride: Localizado no Parque Thorpe, Reino Unido. The Ride é um re-design de um passeio anteriormente em pé. Aberto como The Walking Dead: The Ride em março de 2018. Como parte do ano de The Walking Dead. O slogan dos passeios é "Aqueles que montam, sobrevivem".